# Slobidka-Zalisețka, Dunaiivți
Slobidka-Zalisețka (în ucraineană Слобідка-Залісецька) este un sat în comuna Makiv din raionul Dunaiivți, regiunea Hmelnîțkîi, Ucraina.

## Demografie
Componența lingvistică a localității Slobidka-Zalisețka
     Ucraineană (100%)
Conform recensământului din 2001, toată populația localității Slobidka-Zalisețka era vorbitoare de ucraineană (100%).